# Фільмографія Метта Деймона

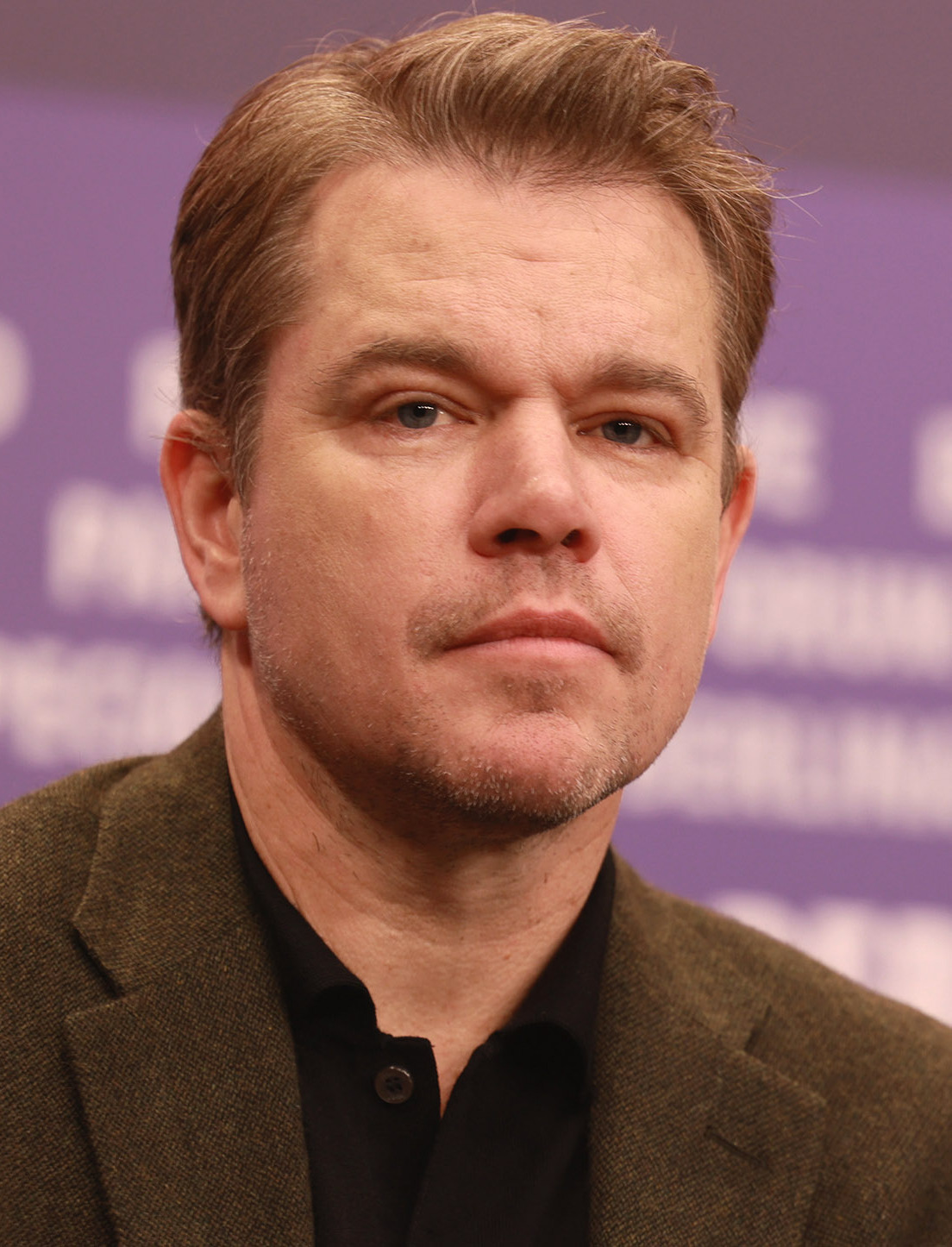
Деймон на Берлінському міжнародному кінофестивалі 2023

Американський актор Метт Деймон дебютував у кіно невеликою роллю у фільмі «Містична піца» (1988), після чого зіграв кілька ролей другого плану. Його першою головною роллю стала роль Руді Бейлора в юридичному драматичному фільмі «Благодійник» (1997). Прорив стався пізніше того ж року, коли Метт зіграв головну роль невизнаного генія у фільмі «Розумник Вілл Гантінґ», який він також написав у співавторстві з Беном Аффлеком. Вони отримали премію «Оскар» за найкращий оригінальний сценарій, а Деймон був номінований на найкращу чоловічу роль. Після цього він зіграв головні ролі — солдата у військовій драмі Стівена Спілберга «Врятувати рядового Райана» (1998) і злочинця Тома Ріплі в трилері «Талановитий містер Ріплі» (1999), обидві здобули визнання у критиків і комерційний успіх. З 2000 року Деймон і Шон Бейлі працювали над телешоу «Проєкт “Зелене світло”», допомагаючи новачкам зняти свій перший фільм.
Профіль Деймона й далі розширювався у 2000-х роках, коли він взяв на себе головні ролі у двох прибуткових кінофраншизах. Він зіграв шахрая у трилогії Оушена (2001–2007) Стівена Содерберга і шпигуна Джейсона Борна в чотирьох фільмах серії про Борна (2002–2016). Деймон зіграв енергетичного аналітика в трилері «Сіріана» (2005) і знявся в відомому кримінальному фільмі Мартіна Скорсезе «Відступники» (2006). Він зіграв регбіста Франсуа Пієнара у спортивному фільмі «Нескорений» (2009), отримавши номінацію на премію «Оскар» за найкращу чоловічу роль другого плану. Деймона й далі хвалили за співпрацю з Содербергом у кримінальному фільмі «Інформатор!» (2009) і драмі «За канделябрами» (2013). Його зображення Скотта Торсона в останньому принесло йому номінацію на премію «Еммі».
Найбільший комерційний успіх у 2010-х Деймону  принесли вестерн «Справжня мужність» (2010) і науково-фантастичні фільми «Інтерстеллар» (2014) та «Марсіанин» (2015). В останньому, який зібрав понад 630 мільйонів доларів, він зіграв ботаніка, що застряг на Марсі, за що був номінований на «Оскар» і отримав «Золотий глобус» за найкращу чоловічу роль. «Інтерстеллар» (2014) заробив понад 740 мільйонів доларів із Деймоном у другорядній ролі. Після низки погано прийнятих фільмів, Деймон мав успіх у спортивній драмі «Форд проти Феррарі» (2019), в якій він зобразив Керролла Шелбі. Він був співавтором сценарію, продюсером і виконав головну роль Жана де Карружа в драмі «Остання дуель» (2021), яка, незважаючи на позитивні відгуки, не була фінансово прибутковою. У 2023 році Деймон зіграв керівника Nike Сонні Ваккаро у спортивній драмі Аффлека «Air Jordan», а також Леслі Гровза у фільмі Крістофера Нолана «Оппенгеймер».

## Актор

### Фільми
| Рік  | Назва                                             | Роль                | Примітка                | Пос.          |
| ---- | ------------------------------------------------- | ------------------- | ----------------------- | ------------- |
| 1988 | Містична піца                                     | Стімер              |                         | [ 25 ]        |
| 1988 | Хороша мати                                       | масовка             | немає в титрах          | [ 26 ]        |
| 1989 | Поле чудес                                        | масовка             | немає в титрах          | [ 27 ]        |
| 1992 | Шкільні зв'язки                                   | Чарлі Діллон        |                         | [ 28 ]        |
| 1993 | Джеронімо: Американська легенда                   | Бріттон Девіс       |                         | [ 29 ]        |
| 1995 | Блиск слави                                       | Едгар Пудвакер      |                         | [ 30 ]        |
| 1996 | Мужність під вогнем                               | Іларіо              |                         | [ 31 ]        |
| 1997 | У гонитві за Емі                                  | Шон Оран            |                         | [ 32 ]        |
| 1997 | Благодійник                                       | Руді С. Бейлор      |                         | [ 33 ]        |
| 1997 | Розумник Вілл Гантінґ                             | Вілл Гантінґ        |                         | [ 34 ]        |
| 1998 | Врятувати рядового Раяна                          | рядовий Джеймс Раян |                         | [ 35 ]        |
| 1998 | Шулери                                            | Майк Макдермот      |                         | [ 36 ]        |
| 1999 | Догма                                             | Локі                |                         | [ 37 ]        |
| 1999 | Талановитий містер Ріплі                          | Том Ріплі           |                         | [ 38 ]        |
| 2000 | Титан: Після загибелі Землі                       | Кейл                | озвучення               | [ 39 ]        |
| 2000 | Легенда Багера Ванса                              | Раннульф Джуну      |                         | [ 40 ]        |
| 2000 | В пошуках Форрестера                              | Сандерсон           | камео                   | [ 41 ]        |
| 2000 | Нестримні серця                                   | Джон Грейді Коул    |                         | [ 42 ]        |
| 2001 | Джей і мовчазний Боб завдають удару у відповідь   | Метт Деймон         | камео                   | [ 43 ]        |
| 2001 | Одинадцять друзів Оушена                          | Лінус Колдвелл      |                         | [ 44 ]        |
| 2001 | Маджестік                                         | Люк Трімбл          | лише голос              | [ 45 ]        |
| 2002 | Джеррі                                            | Джеррі              |                         | [ 46 ] [ 47 ] |
| 2002 | Спірит: Душа прерій                               | Спірит              | озвучення               | [ 48 ]        |
| 2002 | Третій зайвий                                     | Кевін               | камео                   | [ 49 ]        |
| 2002 | Ідентифікація Борна                               | Джейсон Борн        |                         | [ 50 ]        |
| 2002 | Сповідь небезпечної людини                        | холостяк            | камео                   | [ 51 ]        |
| 2003 | Застряг у тобі                                    | Боб Тенор           |                         | [ 52 ]        |
| 2004 | Євротур                                           | Донні               | камео                   | [ 53 ]        |
| 2004 | Дівчина з Джерсі                                  | PR-менеджер         | камео                   | [ 54 ]        |
| 2004 | Перевага Борна                                    | Джейсон Борн        |                         | [ 50 ]        |
| 2004 | Дванадцять друзів Оушена                          | Лінус Колдвелл      |                         | [ 55 ]        |
| 2004 | Неможливо залишитися нейтральним у поїзді, що їде | оповідач            | документальний          | [ 56 ]        |
| 2005 | Подорож до Місяця 3D                              | Алан Шепард         | документальний          | [ 57 ] [ 58 ] |
| 2005 | Брати Грімм                                       | Вілл Грімм          |                         | [ 59 ]        |
| 2005 | Сиріана                                           | Браян Вудмен        |                         |               |
| 2006 | Відступники                                       | Колін Салліван      |                         | [ 60 ]        |
| 2006 | Хибна спокуса                                     | Едвард Вілсон       |                         | [ 61 ]        |
| 2007 | Тринадцять друзів Оушена                          | Лінус Колдвелл      |                         | [ 62 ]        |
| 2007 | Ультиматум Борна                                  | Джейсон Борн        |                         | [ 50 ]        |
| 2007 | Молодість без молодості                           | Тед Джонс           | немає в титрах          | [ 63 ]        |
| 2007 | Біг по Сахарі                                     | оповідач            | документальний          | [ 64 ]        |
| 2008 | Че                                                | Отець Шварц         |                         | [ 65 ]        |
| 2008 | Рибка Поньо на кручі                              | Коічі               | англійський дубляж      | [ 66 ]        |
| 2009 | Інформатор                                        | Марк Вітекр         |                         | [ 18 ]        |
| 2009 | Непідкорений                                      | Франсуа Пінаар      |                         | [ 14 ]        |
| 2010 | Не брати живим                                    | Рой Міллер          |                         | [ 67 ]        |
| 2010 | Потойбічне                                        | Жорж Лонеган        |                         | [ 68 ]        |
| 2010 | Справжня мужність                                 | Лабаф               |                         | [ 69 ]        |
| 2010 | Внутрішня справа                                  | оповідач            | документальний          | [ 70 ]        |
| 2011 | Змінюючи реальність                               | Девід Норріс        |                         | [ 71 ]        |
| 2011 | Зараза                                            | Мітч Емгофф         |                         | [ 72 ]        |
| 2011 | Маргарет                                          | містер Аарон        |                         | [ 73 ]        |
| 2011 | Веселі ніжки 2                                    | Bill the Krill      | озвучення               | [ 74 ]        |
| 2011 | Ми купили зоопарк                                 | Бенджамін Мі        |                         | [ 75 ]        |
| 2012 | Земля обітована                                   | Стів Батлер         |                         | [ 76 ]        |
| 2013 | За канделябрами                                   | Скотт Торсон        |                         | [ 19 ]        |
| 2013 | Елізіум                                           | Макс Да Коста       |                         | [ 77 ]        |
| 2013 | Теорема Зеро                                      | менеджер            |                         | [ 78 ]        |
| 2014 | Мисливці за скарбами                              | Джеймс Грейнджер    |                         | [ 79 ]        |
| 2014 | Людина, яка врятувала світ                        | в ролі себе         | документальний          | [ 80 ]        |
| 2014 | Інтерстеллар                                      | Манн                |                         | [ 81 ]        |
| 2015 | Марсіанин                                         | Марк Вотні          |                         | [ 82 ]        |
| 2016 | Джейсон Борн                                      | Джейсон Борн        |                         | [ 11 ]        |
| 2016 | Велика стіна                                      | Вільям Гарін        |                         | [ 83 ]        |
| 2017 | Зменшення                                         | Пол Сафранек        |                         | [ 84 ]        |
| 2017 | Субурбікон                                        | Гарднер Лодж        |                         | [ 85 ]        |
| 2017 | Тор: Раґнарок                                     | актор в образі Локі | камео                   | [ 86 ]        |
| 2018 | Божевільна                                        | детектив Фергюсон   | камео                   | [ 87 ]        |
| 2018 | Дедпул 2                                          | реднек              | камео                   | [ 88 ]        |
| 2018 | 8 подруг Оушена                                   | Лінус Колдвелл      | камео у видаленій сцені | [ 89 ]        |
| 2019 | Форд проти Феррарі                                | Керролл Шелбі       |                         | [ 90 ]        |
| 2019 | Джей та Мовчазний Боб: Перезавантаження           | Локі                | камео                   | [ 91 ]        |
| 2021 | Без різких рухів                                  | Майк Лоуен          | камео                   | [ 92 ]        |
| 2021 | Тихий вир                                         | Білл Бейкер         |                         | [ 93 ]        |
| 2021 | Остання дуель                                     | Жан де Карруж       |                         | [ 94 ]        |
| 2022 | Тор: Любов і грім                                 | актор в образі Локі | камео                   | [ 95 ]        |
| 2023 | Air Jordan                                        | Сонні Ваккаро       |                         | [ 96 ]        |
| 2023 | Оппенгеймер                                       | Леслі Гровз         |                         | [ 97 ]        |
| 2024 | Лялі їдуть далі                                   | Гарі Ченнел         |                         | [ 98 ]        |
| 2024 | Уявні друзі                                       | соняшник Санні      | озвучення               | [ 99 ]        |
| 2024 | Підбурювачі                                       | Рорі                |                         | [ 100 ]       |
| 2026 | The RIP                                           | Дейн Дюмарс         |                         | [ 101 ]       |
| 2026 | Одіссея                                           | Одіссей             |                         |               |

### Телебачення
| Рік             | Назва                             | Роль            | Примітка                                                     | Пос.            |
| --------------- | --------------------------------- | --------------- | ------------------------------------------------------------ | --------------- |
| 1990            | Rising Son                        | Чарлі Робінсон  | телефільм                                                    | [ 102 ]         |
| 1995            | Відчайдушні ковбої                | Коттон Келловей | телефільм                                                    | [ 103 ]         |
| 2001–2005, 2015 | Project Greenlight                | в ролі себе     | 14 епізодів                                                  | [ 7 ] [ 104 ]   |
| 2002            | Шоу Берні Мака                    | в ролі себе     | Епізод: "Keep It on the Short Grass"                         | [ 105 ]         |
| 2002            | Вілл і Грейс                      | Оуен            | Епізод: "A Chorus Lie"                                       | [ 106 ]         |
| 2002            | Суботнього вечора в прямому ефірі | гість           | Епізод: "Matt Damon / Bruce Springsteen & The E Street Band" | [ 107 ]         |
| 2003–2014       | Journey to Planet Earth           | оповідач        | документальний; 9 епізодів                                   | [ 108 ]         |
| 2006–2018       | Джиммі Кіммел наживо!             | гість           | 26 епізодів                                                  | [ 109 ]         |
| 2007            | Артур                             | в ролі себе     | озвучення, Епізод: "The Making of Arthur / Dancing Fools"    | [ 110 ]         |
| 2009            | Антураж                           | в ролі себе     | Episode: "Give a Little Bit"                                 | [ 111 ]         |
| 2009            | The People Speak                  | оповідач        | документальний                                               | [ 112 ] [ 113 ] |
| 2010            | Cubed                             | в ролі себе     | Епізод: "Welcome Matt Damon"                                 | [ 114 ]         |
| 2010–2011       | 30 потрясінь                      | Керол Бернетт   | 4 епізоди                                                    | [ 107 ]         |
| 2013            | Оселя брехні                      | в ролі себе     | Епізод: "Damonschildren.org"                                 | [ 115 ]         |
| 2014            | Years of Living Dangerously       | в ролі себе     | документальний; Епізод: "A Dangerous Future"                 | [ 116 ]         |
| 2018            | Суботнього вечора в прямому ефірі | гість           | Епізод: "Matt Damon / Mark Ronson and Miley Cyrus"           | [ 117 ]         |

## Продюсер, сценарист

### Фільми
| Рік  | Назва                 | Роль                 | Примітка                                      |
| ---- | --------------------- | -------------------- | --------------------------------------------- |
| 1997 | Розумник Вілл Гантінґ | сценарист            | спільно з Беном Аффлеком                      |
| 2002 | Джеррі                | сценарист і мотажер  | спільно з Беном Аффлеком та Ґасом Ван Сентом  |
| 2002 | Украдене літо         | продюсер             | спільно з Беном Аффлеком та Крісом Муром      |
| 2002 | Третій зайвий         | виконавчий продюсер  |                                               |
| 2002 | Спікізі               | виконавчий продюсер  |                                               |
| 2003 | Битви солдата Келлі   | виконавчий продюсер  |                                               |
| 2005 | Бенкет                | виконавчий продюсер  |                                               |
| 2007 | Біг по Сахарі         | виконавчий продюсер  | документальний                                |
| 2012 | Земля обітована       | сценарист і продюсер | спільно з Джоном Кразінські                   |
| 2016 | Манчестер біля моря   | продюсер             |                                               |
| 2016 | Джейсон Борн          | продюсер             |                                               |
| 2017 | Вигин дуги            | виконавчий продюсер  | документальний                                |
| 2021 | Остання дуель         | сценарист і продюсер | спільно з Беном Аффлеком та Ніколь Холофценер |
| 2023 | Air Jordan            | продюсер             | спільно з Беном Аффлеком                      |
| 2024 | Дрібниці життя        | продюсер             | спільно з Беном Аффлеком та Кілліаном Мерфі   |
| 2025 | Аудитор 2             | продюсер             | спільно з Беном Аффлеком                      |

### Телебачення
| Рік       | Назва              | Роль                | Примітка    |
| --------- | ------------------ | ------------------- | ----------- |
| 2001—2015 | Project Greenlight | виконавчий продюсер | 41 епізод   |
| 2016      | Корпорація         | виконавчий продюсер | 2 епізоди   |
| 2019—2022 | Місто на пагорбі   | виконавчий продюсер | 26 епізодів |
| 2024      | Нам пощастило      | виконавчий продюсер | 8 епізодів  |